# Análisis por activación neutrónica
El análisis por activación neutrónica (NAA) es el proceso nuclear utilizado para determinar las concentraciones de elementos en una gran cantidad de materiales. El NAA permite un muestreo discreto de los elementos, ya que no tiene en cuenta la forma química de una muestra y se centra únicamente en su núcleo. El método se basa en la activación de neutrones y, por lo tanto, requiere una fuente de neutrones. La muestra es bombardeada con neutrones, haciendo que los elementos formen isótopos radioactivos. Las emisiones radiactivas y las rutas de desintegración radiactiva de cada elemento son bien conocidas. Utilizando esta información, es posible estudiar los espectros de las emisiones de la muestra radioactiva y determinar las concentraciones de los elementos dentro de ella. Una ventaja particular de esta técnica es que no destruye la muestra, por lo que se ha utilizado para el análisis de obras de arte y artefactos históricos. El NAA también puede utilizarse para determinar la actividad de una muestra radiactiva.
Si el NAA se realiza directamente en muestras irradiadas se denomina Análisis Instrumental de Activación de Neutrones (INAA). En algunos casos las muestras irradiadas se someten a una separación química para eliminar las especies que interfieren o para concentrar el radioisótopo de interés, esta técnica se conoce como Análisis de Activación de Neutrones Radioquímicos (RNAA).
El RNAA puede realizar análisis no destructivos en sólidos, líquidos, suspensiones, lechadas y gases sin preparación o con una preparación mínima. Debido a la naturaleza penetrante de los neutrones incidentes y los rayos gamma resultantes, la técnica proporciona un verdadero análisis de volumen. Como los diferentes radioisótopos tienen diferentes semividas, el recuento puede retrasarse para permitir que las especies que interfieren se descompongan eliminando las interferencias. Hasta la introducción del ICP-AES y el PIXE, el NAA era el método analítico estándar para realizar análisis multielementos con límites mínimos de detección en el rango de sub-ppm. La precisión del NAA está en la región del 5%, y la precisión relativa es a menudo mejor que el 0,1%. Hay dos inconvenientes notables en el uso del NAA; aunque la técnica es esencialmente no destructiva, la muestra irradiada seguirá siendo radiactiva durante muchos años después del análisis inicial, lo que requiere protocolos de manipulación y eliminación de material radiactivo de nivel bajo a medio; además, el número de reactores nucleares de activación adecuados está disminuyendo; con la falta de instalaciones de irradiación, la técnica ha perdido popularidad y se ha vuelto más cara.

## Descripción
El análisis de activación de neutrones es una técnica analítica sensible de elementos múltiples que se utiliza para el análisis cualitativo y cuantitativo de elementos mayores, menores, trazas y elementos raros. La NAA fue descubierta en 1937 por Hevesy y Levi, quienes descubrieron que las muestras que contenían ciertos elementos raros de la tierra se volvían altamente radiactivos después de la exposición a una fuente de neutrones. Esta observación llevó al uso de la radiactividad inducida para la identificación de los elementos. La NAA es significativamente diferente de otras técnicas analíticas espectroscópicas en el sentido de que no se basa en transiciones electrónicas sino en transiciones nucleares. Para llevar a cabo un análisis de NAA, el espécimen se coloca en una instalación de irradiación adecuada y se bombardea con neutrones. Esto crea radioisótopos artificiales de los elementos presentes. Tras la irradiación, los radioisótopos artificiales decaen con la emisión de partículas o, lo que es más importante, de rayos gamma, que son característicos del elemento del que fueron emitidos.
Para que el procedimiento de NAA tenga éxito, la muestra o el espécimen debe ser seleccionado cuidadosamente. En muchos casos, los objetos pequeños pueden irradiarse y analizarse intactos sin necesidad de tomar muestras. Pero, más comúnmente, se toma una pequeña muestra, generalmente perforando en un lugar poco visible. Unos 50 mg (una vigésima parte de un gramo) es una muestra suficiente, de modo que se minimiza el daño al objeto. A menudo es una buena práctica extraer dos muestras utilizando dos brocas diferentes hechas de materiales distintos. Esto revelará cualquier contaminación de la muestra por el propio material de la broca. La muestra se encapsula entonces en un frasco hecho de polietileno lineal de alta pureza o de cuarzo. Estos frascos de muestra vienen en muchas formas y tamaños para acomodar muchos tipos de muestras. La muestra y un estándar son entonces empaquetados e irradiados en un reactor adecuado a un constante y conocido flujo de neutrones. Un reactor típico utilizado para la activación utiliza la fisión del uranio, proporcionando un alto flujo de neutrones y las más altas sensibilidades disponibles para la mayoría de los elementos. El flujo de neutrones de un reactor de este tipo es del orden de 1012 neutrones cm-2 s-1. El tipo de neutrones generados son de energía cinética relativamente baja (KE), típicamente menos de 0,5 eV. Estos neutrones se denominan neutrones térmicos. Al ser irradiados, un neutrón térmico interactúa con el núcleo objetivo mediante una colisión no elástica, causando la captura del neutrón. Esta colisión forma un núcleo compuesto que se encuentra en estado excitado. La energía de excitación dentro del núcleo compuesto se forma a partir de la energía de unión del neutrón térmico con el núcleo objetivo. Este estado excitado es desfavorable y el núcleo compuesto se desexcita (transmuta) casi instantáneamente en una configuración más estable mediante la emisión de una partícula puntual y uno o más fotones gamma puntuales característicos. En la mayoría de los casos, esta configuración más estable produce un núcleo radiactivo. El núcleo radiactivo recién formado ahora decae por la emisión de ambas partículas y uno o más fotones gamma característicos retardados. Este proceso de decadencia es mucho más lento que la desexcitación inicial y depende de la vida media única del núcleo radiactivo. Estas vidas medias únicas dependen de la especie radioactiva particular y pueden variar desde fracciones de segundo hasta varios años. Una vez irradiada, la muestra se deja durante un período de desintegración específico y luego se coloca en un detector, que medirá la desintegración nuclear según las partículas emitidas o, más comúnmente, los rayos gamma emitidos.